# ده شيخ باتاوة (باتاوة)
ده شيخ باتاوة (بالفارسية: ده شیخ پاتاوه) هي قرية تقع في إيران في قسم باتاوة الريفي. يقدر عدد سكانها بـ 1,285 نسمة .